# Architype Tschichold
Architype Tschichold is een lettertype uit 1929 ontworpen door Jan Tschichold.
Het was een antwoord op de hoofdletterloze creatie Architype Bayer van Bauhaus letterontwerper Herbert Bayer. Dit lettertype is gebleven bij een experiment. Het is gemaakt met zuiver geometrische elementen. Let op het ontwerp van hoofdletters en kleine letters door elkaar, zoals de N en T, en de vreemde vorm van de e.  De cijfers zijn ook door elkaar uithangende cijfers en tabelcijfers.